# Amphioplus cipus
Amphioplus cipus är en ormstjärneart som beskrevs av Baker 1977. Amphioplus cipus ingår i släktet Amphioplus och familjen trådormstjärnor. Inga underarter finns listade i Catalogue of Life.